# مروحة طميية

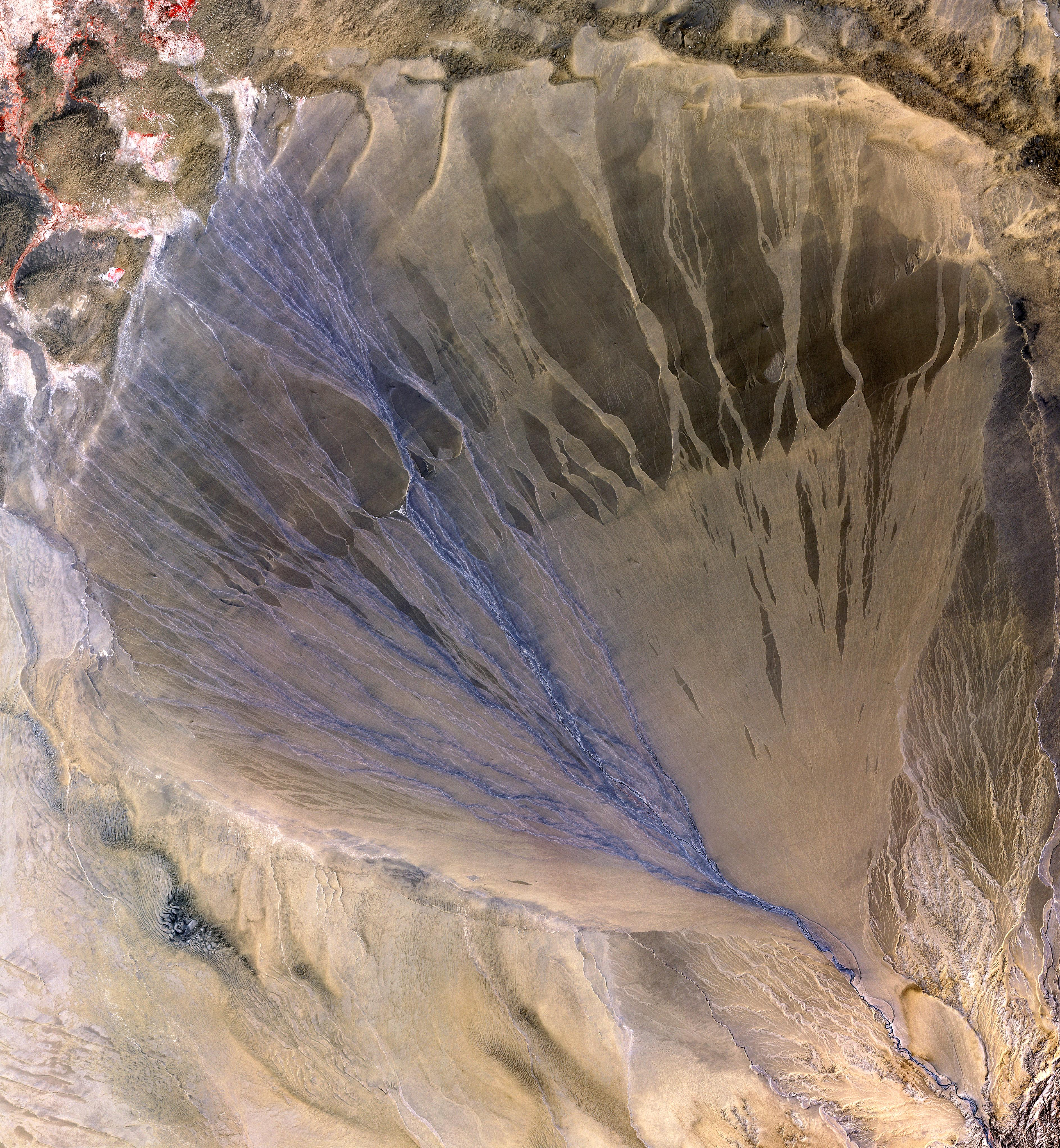
مروحة طميية هائلة تفترش الأرض الجرداء بين سلسلتي جبال كون‌لون وألتون اللتين تشكلان الحد الجنوبي لصحراء تكلامكان في شين‌جيانگ. الجانب الأيسر هو الجزء النشط في المروحة، ويبدو مزرقاً بسبب الماء المنساب في العديد من الغدائر الصغيرة. تصوير: NASA/GSFC/METI/ERSDAC/JAROS/ASTER

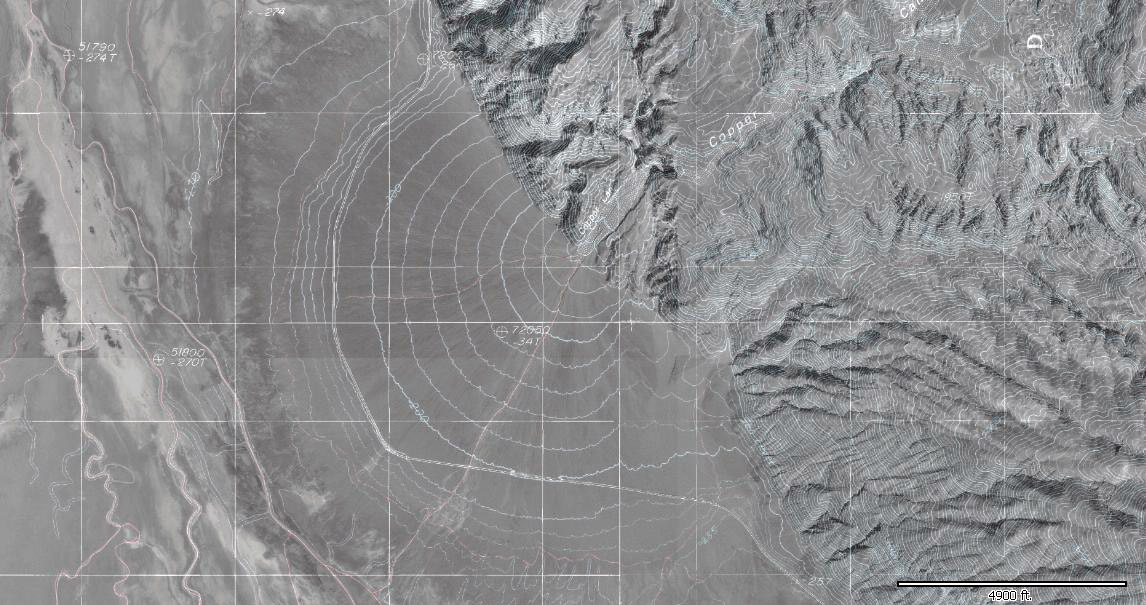
مروحة طميية في وادي الموت

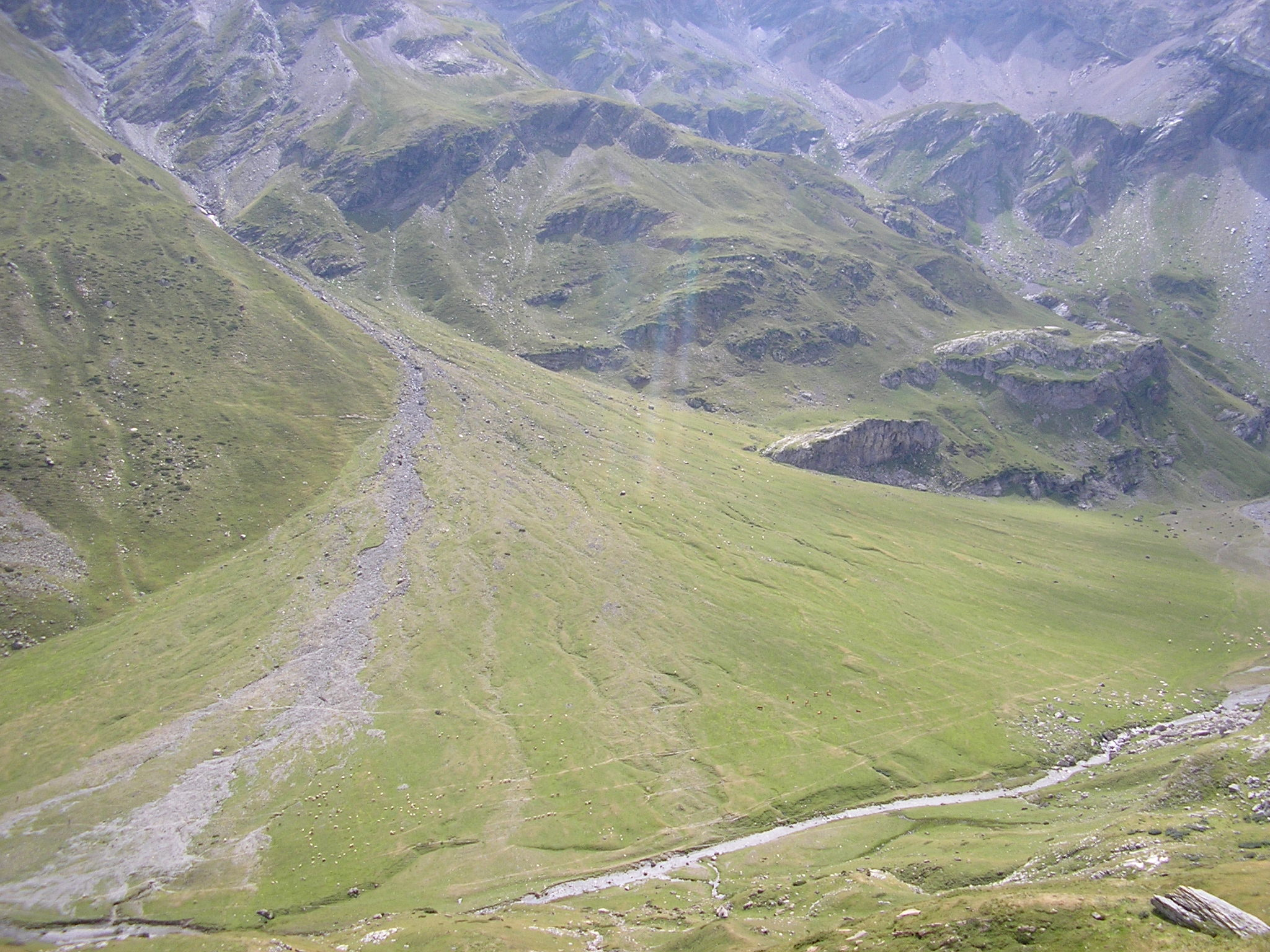
مروحة طميية في البرانس الفرنسية

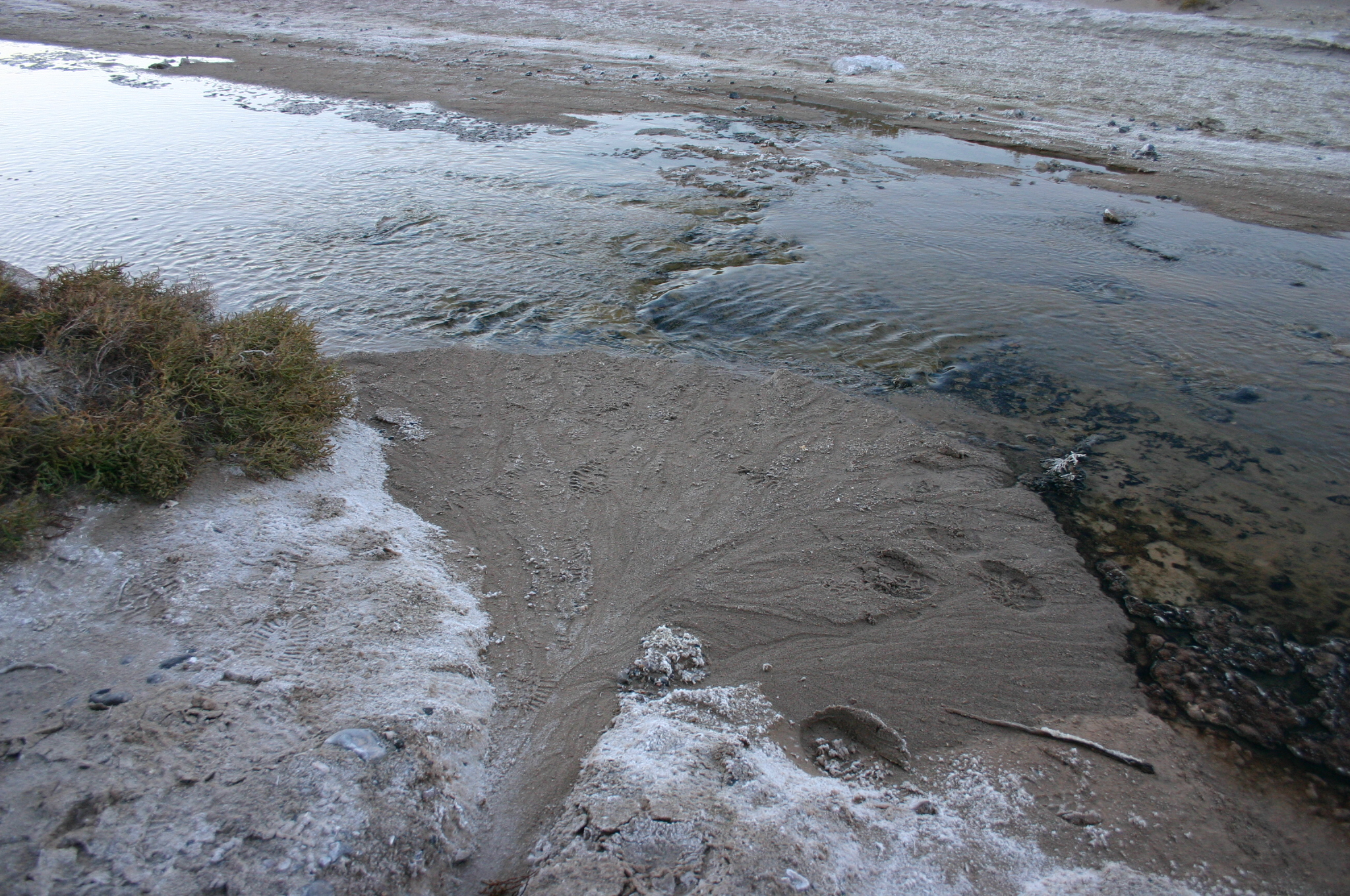
فضيان بسيط للمراوح الفيضية

المروحة الطميية أو السهل المروحي أو المروحة الغرينية أو المخروط الغِريني أو المروحة الفيضية، هي راسب على شكل مروحي يتكون عندما تنساب المجاري المائية في الأودية الضيقة شديدة الانحدار، ثم تنبثق فجأة إلى الوديان المنبسطة القاع أو المناطق السهلية، فإنه يحدث تغير في الظروف عند مقدمة الجبل وتترسب على امتداد هذه المقدمة كميات كبيرة من الرواسب على هيئة تراكمات مروحية أو مخروطية الشكل.

## التكوين
ينتج هذا النوع من الرواسب نتيجة الانخفاض المفاجئ في سرعة جريان الماء بسبب إتساع عرض المجرى المائي كثيراً وانخفاض شدة الانحدار عند مقدمة الجبل. وتأخذ المروحة الطميّة (الفيضيّة) شكلاً محدباً لأعلى يصل بين الجزء المنحني الذي يمثل أشد انحداراً للجبل من ناحية ومنحنى الوادي اللطيف الانحدار أو السهول من ناحية أخرى. وتسود المواد الخشنة من الجلاميد إلى الرمل على المنحدرات الحادة العلوية من المروحة، بينما تتكون الرواسب السفلية من رمال أكثر دقة وغرين وصلصال. وقد تتكون على مقمة الجبل مراوح طميية (فيضية) أخرى من مجاري مائية مجاورة تتصل معاً لتكون ما يسمى بالبهادا Bajada والتي تمتد عند حضيض الجبال بشكل طولي.
مثال ذلك النطاق الذي يمتد عند أقدام جبال الصحراء الشرقية في مصر مكوناً الحد الشرقي للسهل الفيضي. وتكون هذه المناطق غنية بالمياه الجوفية نظراً لوجودها عند مخارج الأودية من ناحية وخشونة رواسبها من ناحية أخرى. قالب:أساسيات الجيولوجيا الفيزيائية

## خطر الفيضانات
المراوح الفيضية معرضة بشكل كبير لخطر الفيضانات   ، ويمكن أن تكون أكثر خطورة من المنبع الذي يغذيها. وتسبب الاسطح المتعامدة قليلًا في انتشار المياه على نطاق أوسع، فكلما كان التدرج حاد والنقل النشط أسرع فإنه يسبب سرعه كبيرة في نقل المياه إلى القاع وتكون برك بأعماق كبيرة.
ففي حالة نهر كوشي «نهر الحزن» في الهند، يؤدي تراكم حمل الرواسب الضخمة وضغط المياه الفائضة إلى انهيار السدود المصنوعة يدويًا; بسبب قلة الامكانات الاقتصادية; فانهيار السدود والتدفق الكبير للمياه يؤدي لوفاة الالاف من المواطنين. وفي آب/أغسطس 2008، ارتفع منسوب التدفقات المائية الموسمية الحد الطبيعي للسدود، مما ادى إلى انهيار السدود وتحويل معظم مجرى النهر إلى قناة قديمة غير محمية، وجرت المياه إلى الأراضي المحيطة التي تضم كثافة سكانية عالية وأصبح أكثر من مليون شخص بلا مأوى وحوالي ألف شخص فقدوا أرواحهم، كما دمرت آلاف الهكتارات من المحاصيل.